# Boris Vladimirov
Boris Alexándrovich Vladímirov (en ruso: Борис Александрович Владимиров; Guiumri, 14 de abril de 1905-Moscú, 1 de mayo de 1978) fue un teniente general del ejército soviético y héroe de la Unión Soviética. 
Vladimirov sirvió en la guerra civil rusa después de ser reclutado por el Ejército Rojo en 1921. Se convirtió en oficial y en 1941 era subcomandante de regimiento. Después de la invasión alemana de la Unión Soviética, se convirtió sucesivamente en oficial superior a cargo de la formación de batallones de marcha en el Distrito Militar de Siberia, jefe de Estado Mayor de una brigada de esquí y una brigada de fusileros. Estuvo al mando de la brigada de fusileros en el Sitio de Leningrado, durante la ofensiva de Liubán y la ofensiva de Siniávino. Tomó el mando de la 311.ª División de Fusileros en marzo de 1943 y la dirigió hasta el final de la guerra. Fue galardonado con el título de Héroe de la Unión Soviética por su liderazgo en la ofensiva del Vístula-Óder. Después de la guerra, se convirtió en teniente general, comandó un cuerpo de fusileros y fue subjefe de personal del aerotransportado soviético. Se retiró en 1960 y vivió en Moscú, donde murió en 1978.

## Biografía

### Infancia y juventud
Vladimirov nació el 14 de abril de 1905 en Alexandropol (hoy Guiumri) en la Armenia rusa en la familia de un funcionario. Fue reclutado por el Ejército Rojo en junio de 1921 y luchó en la guerra cvil rusa. En 1925, se graduó de la escuela de infantería. Se convirtió en artillero, comandante de pelotón de ametralladoras, comandante de compañía de ametralladoras y dirigió un batallón de reconocimiento independiente en Cheremkhovo. En 1937, se convirtió en profesor principal de tácticas en los cursos de formación avanzada de oficiales de reserva en Tomsk. En junio de 1941, era subcomandante del 365.° Regimiento de Fusileros de la 119.ª División de Fusileros en Krasnoyarsk.

### Segunda Guerra Mundial
Después de la invasión alemana de la Unión Soviética, se convirtió en oficial superior para la formación de batallones de marcha en el Distrito Militar de Siberia durante julio. En agosto, tomó el mando de la 143.º Brigada de Esquí de Reserva en Krasnoyarsk. En diciembre, fue nombrado comandante de la 140.ª Brigada Independiente de Fusileros, que se formó en Klyukvenny. La brigada fue enviada al frente con Vladimirov al mando durante febrero de 1942. Allí pasó a formar parte del 54.º Ejército y luego del 8.º Ejército. Luchó en la Ofensiva de Liubán y en la Ofensiva de Siniávino, sufriendo grandes pérdidas en ambos intentos fallidos de romper el Sitio de Leningrado. Fue herido en mayo de 1942.
En 1943, Vladimirov se convirtió en miembro del Partido Comunista de la Unión Soviética. En marzo de 1943, tomó el mando de la 311° División de Fusileros, luchando en el Frente del Vóljov. La división luchó en la Ofensiva de Mga. El 10 de noviembre, recibió la Oren de la Bandera Roja. La división luchó en la Ofensiva de Nóvgorod-Luga de la Ofensiva de Leningrado-Nóvgorod desde enero de 1944. El 20 de mayo, recibió la Orden de la Guerra Patria, primera clase. A partir de junio, la división luchó integrada en el Segundo Frente Báltico. Durante la Operación Bagration, lideró la división en la Ofensiva de Polotsk. Luego, luchó en la Ofensiva de Rezhitsa-Dvinsk y en la Ofensiva del Báltico. El 2 de noviembre de 1944 fue ascendido a mayor general. Recibió una segunda Orden de la Bandera Roja el 3 de noviembre. En diciembre, la división pasó a formar parte del Primer Frente Bielorruso.
La división luchó en la Ofensiva del Vístula-Óder en enero de 1945. La división rompió las defensas alemanas en el Vístula entre el 14 y el 15 de enero. Persiguiendo a las tropas alemanas en retirada entre el 16 y el 28 de enero, la división avanzó 400 kilómetros. La división capturó Piła, donde encontraron 30 trenes cargados con comida y equipo militar. El 6 de abril, recibió el título de Héroe de la Unión Soviética y la Orden de Lenin por su liderazgo. Después de la ofensiva, la división continuó su avance en la Ofensiva de Pomerania Oriental y la Batalla de Berlín, luchando hasta el final de la guerra. El 29 de mayo de 1945, recibió la Orden de Suvórov de segunda clase.

### Posguerra
Recibió una segunda Orden de Lenin en noviembre de 1945. En 1947, se graduó de Cursos Académicos Superiores en la Academia Militar Superior. El 15 de noviembre de 1950, recibió una tercera Orden de la Bandera Roja. Comandó un cuerpo de fusileros y fue subjefe de personal de las fuerzas aerotransportadas soviéticas. El 8 de agosto de 1955, fue ascendido al rango de teniente general. Se retiró en 1960 y vivió en Moscú. Murió el 1 de mayo de 1978 y fue enterrado en el cementerio Vvedénskoye.
En 2010, sus memorias fueron publicadas póstumamente por Yauza/Eksmo con el título de Comandante de división: Desde las alturas de Sinyavino hasta el Elba (en ruso: Комдив. От Синявинских высот до Эльбы).